# Dendrobium steatoglossum
Dendrobium steatoglossum är en orkidéart som beskrevs av Heinrich Gustav Reichenbach. Dendrobium steatoglossum ingår i släktet Dendrobium, och familjen orkidéer.
Artens utbredningsområde är Nya Kaledonien. Inga underarter finns listade i Catalogue of Life.